# Catòlics irlandesos

Creu cèltica, símbol dels catòlics irlandesos

Bandera dels Irlandesos dels Estats Units.

Catòlics irlandesos (Irish-Catholics) és un terme usat per descriure a persones d'Irlanda o persones d'ascendència irlandesa que són de religió catòlica. No es tracta d'un credo o secta separada en el sentit de l'anglocatolicisme, els antics catòlics o els ortodoxos orientals. No hi ha autonomia en els ritus ("sui iuris"), a l'estil dels catòlics grecs o catòlics caldeus.
Les divisions entre els catòlics irlandesos i els irlandeses protestants (aquells que s'anomenaven domini protestant i els protestants de posicions socials més humils) han exercit un paper important en la història d'Irlanda des del segle xvi (especialment el moviment de la Reforma a Irlanda) fins al segle XX (sobretot durant Na Trioblóidí). Però mentre que la religió marca la delimitació d'aquestes divisions, les conteses eren relacionades principalment amb l'accés al poder. Per exemple, mentre que la majoria dels catòlics irlandesos es consideraven com una identitat independent de la Gran Bretanya, i eren exclosos del poder, molts dels instigadors de la revolta contra el domini britànic eren protestants. Durant la rebel·lió irlandesa de 1798, tant catòlics com protestants van fer causa comuna, ja que van patir discriminació per la raó que no formaven part de l'església establerta.
Els catòlics irlandesos es poden trobar escampats a les antigues colònies de l'Imperi Britànic, conformant la diàspora irlandesa. Això va ocórrer particularment durant la Gran Fam Irlandesa de la dècada de 1840. El terme s'utilitza actualment a Gran Bretanya, Estats Units, Canadà, Austràlia i Nova Zelanda. Aquestes nacions són en la seva majoria protestants, i el ser irlandès o catòlic segregava a les persones de la majoria cultural. Als Estats Units l'hostilitat cap a aquests dos aspectes van ser expressats a través del Moviment No-Saben-Res (Know-Nothing) i en general pel Nativisme.